# 戊戌の変法

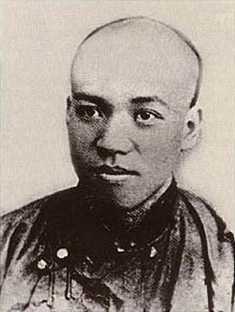
梁啓超（弁髪姿）

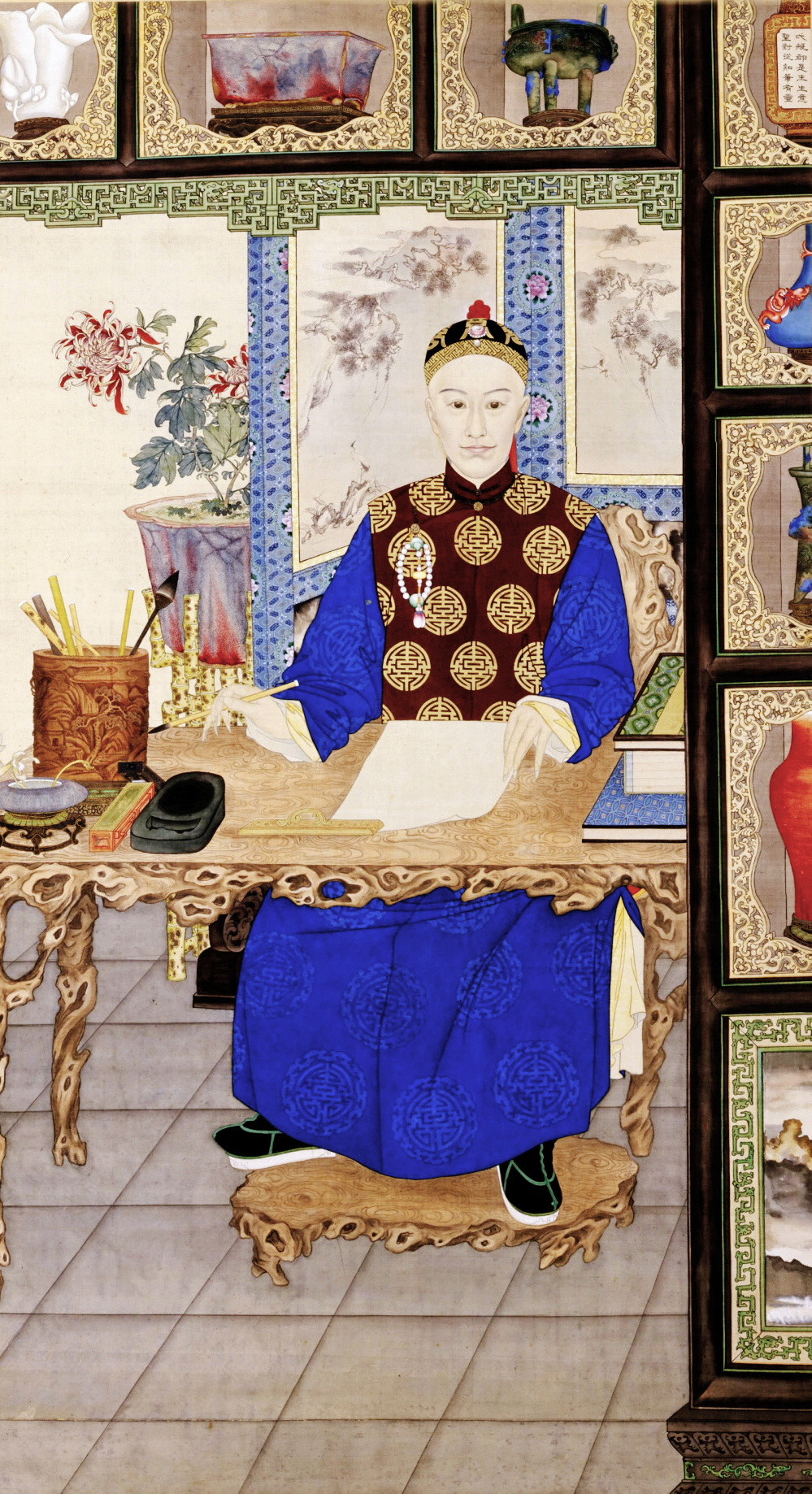
光緒帝

戊戌の変法（ぼじゅつのへんぽう、中国語: 戊戌变法、旧字体: 戊戌變法）とは、中国清朝末期の1898年（＝戊戌の年、光緒24年）に実行された、一連の政治改革の総称。明治維新と同様の立憲君主制による近代化革命（維新、上からの改革）を目指す変法自強運動の集大成にあたる。運動を担っていた康有為・梁啓超ら変法派と、彼らを受け容れた光緒帝によって、同年6月11日から改革が実行された。しかしその後、改革を嫌う西太后が、同年9月21日にクーデター（戊戌の政変）を起こしたため、改革は強制的に中止された。実行された日数（103日間）の短さから「百日維新」とも呼ばれる。

## 概要
清王朝時代の中国において、光緒24年（1898年、戊戌の年）の4月23日（太陽暦6月11日）から8月6日（9月21日）にかけて光緒帝の全面的な支持の下、若い士大夫層である康有為・梁啓超・譚嗣同らの変法派によって行われた政治改革運動。これは3カ月で西太后のクーデターにより挫折し、康有為・梁啓超は日本へ亡命した。
この時点から約30年前の1861年から洋務運動が行われ、中体西用をスローガンに新たな技術と知識を学んだことにより清朝の国勢は一時的に回復したが、旧体制を変えずに西洋技術のみを取り入れる洋務運動は日清戦争敗北により限界を露呈する。
康有為らが用いた「変法」とは商鞅の変法令等で有名な言葉で、政治制度も含めた統治機構全体の変革を指す。具体的には、科挙に代わる近代的学制・新式陸軍・訳書局・制度局の創設、懋勤殿の開設（議会制度の導入）など、主に明治日本に範をとった改革案が上奏・布告された。
改革は、康有為を中心とする帝党と張之洞や文廷式、厳復といった改革積極派が推進したが、次第に帝党の性急さにより官吏層の支持が失われると急進派と穏健派の路線対立が深まり、穏健派も急進的施策の支持が難しい状況となる。急進的な改革により帝党の支持が失われると、西太后が戊戌の政変と呼ばれるクーデターを決行。光緒帝は監禁されて実権を失い、変法派の主要人物は処刑。変法運動は完全に挫折した。
統治機構の近代化により王朝を立て直すことに失敗、加えて義和団の乱後をめぐる清朝の醜態も加わり、1911年の辛亥革命への機運が高まる。

## 経緯

### 日清戦争の敗戦
1895年3月、日清戦争の敗戦の報を受けて、清朝の知識人たちは様々な反応を示した。なかでも、ちょうど科挙の試験（会試）のため北京に集まっていた受験生の内603名は、講和拒否や制度改革を求める上書（光緒帝への意見書）を連署で著し、下関条約批准の翌日の5月3日に提出した。この出来事を公車上書という。この公車上書を主導したのが、広東から来ていた受験生の康有為とその友人の梁啓超だった。康有為は前歴として、1888年にも上書を提出していた（第一上書）。したがって、公車上書は二度目の上書だった（第二上書）。なお、上書はその後も1898年まで数回行われた。
公車上書（第二上書）は結局、政府に拒まれて光緒帝に届くことはなかったが、書物として刊行されて広く読まれた。また政府内部にも、翁同龢のように康有為に親和的な改革派官僚もいた。
公車上書が終わった後も、康有為らは北京に留まり、政治団体の強学会を結成した。強学会は、上海支部も作られたが、会報において年号と孔子紀年を併記していた等の理由から政府の弾圧を受け、1896年1月に解散してしまう。しかし、この強学会の関係者たちが、その後の変法自強運動を主導していくことになる。

### 変法自強運動
1895年から1898年にかけて、変法自強運動（変法運動）と呼ばれる運動が展開された。変法運動は言論活動を軸にして展開された。すなわち、上記の強学会のような学会が発行する会報や、出版社（報館）が発行する雑誌や新聞を主な媒体として、様々な改革案を提示する形で展開された。そのような媒体の代表例として、強学会の『中外紀聞』『強学報』、時務報館の『時務報』などがある。これらの媒体は、都市部での輿論の形成に寄与するとともに、国際情勢を紹介する役割も担った。
変法運動の中心人物である康有為は、上記の第一上書に失敗して以来、儒学者の廖平（常州学派）の影響のもと、儒学思想を応用した体制変革論（孔子改制説・大同思想）を構築していた。また、康有為を含む変法運動の担い手たちは、在家の仏教学者・楊文会の影響のもと、仏教にも傾倒していた
変法運動の時期には、当時最先端の思想である社会進化論の紹介も行われた。とりわけ、天津で発行された『国聞報』では、社会進化論者T.H.ハクスリーの諸論文が、厳復の翻訳を通じて連載された。1898年には、それらの連載論文を含む書籍『天演論』が発行され、後世の胡適らに影響を与えた。
変法運動の時期には、女性解放運動（中国におけるフェミニズム）の草分けにあたる運動も展開された。とりわけ、上海で結成された「女学会」の会報『女学報』では、女性教育や女性参政権・男女平等について発信するとともに、女性編集者を一個人としてフルネームで記名した。あるいは、変法運動の前から既に、プロテスタントの宣教師やアリシア・リトル（リトル夫人）によって纏足廃止運動が展開されていた。
変法運動の担い手の多くは、日本の明治維新を模範としていた。とりわけ黄遵憲は、1877年に日本に清朝の公使館が開設された際に参賛官として訪日しており、そのときの見聞をもとに『日本国志』を著している。同書では、明治維新の分析や、頼山陽の『日本外史』を参照した日本史の叙述が行われている。『日本国志』は、1877年に完成して総理衙門や李鴻章・張之洞に贈られたが、その時は必ずしも話題にならなかった。一方で、1895年に梁啓超が序文をつけて出版すると、日清戦争により日本への関心が高まっていたこともあり話題になった。1898年の第六上書では、康有為が『日本国志』をもとに著した『日本変政考』が添付された。なお、明治維新だけでなくピョートル1世のような啓蒙専制君主も模範とされており、同じく第六上書では『大彼得変政記』（大ピョートル変政記）も添付されている。
変法運動が進展するなか、中央政府に先立って、湖南省の地方政府において改革が実践される。その湖南の改革を担った官僚として、陳宝箴・江標・黄遵憲・唐才常らがいる。また、湖南を代表する郷紳で、著名な儒学者でもある王先謙は、自身が院長を務める書院「嶽麓書院」で、上記の『時務報』を学生に推奨するとともに、1896年には他の郷紳とともに「時務学堂」を創設した。王先謙はさらに、湖南出身の譚嗣同の斡旋で梁啓超を湖南に招聘し、1898年には時務学堂を拠点とする学会「南学会」を結成する。この南学会において、梁啓超らは纏足廃止や議会開設などの言論を発信した。しかしながら、同じく湖南の郷紳で儒学者の葉徳輝らは、そのような梁啓超の言論に反発し、伝統儒学の立場から批判を展開した。そのような葉徳輝を含む変法批判者たちの言論は、後に『翼教叢編』として書物にまとめられた。

## 戊戌の年

### 戊戌の変法
1898年6月11日、朝廷内の保守派の筆頭だった恭親王奕訢の死などをきっかけとして、光緒帝は「明らかに国是を定める」という詔勅（明定国是詔）を下した。そして同日から9月21日までの103日間、康有為らを中心的な官僚として、憲法の制定、国会の開設、科挙の改革、京師大学堂（北京大学の前身となる近代的大学）の設置、軍の近代化・工業化といった様々な改革、すなわち「戊戌の変法」が実行された。

### 戊戌の政変

#### クーデターに至る経緯
変法は、あまりに急激で全般的な改革であったために、改革に対し周囲から危惧・懸念の声が相次いだ。批判の背後には、改革の進行によって手放さざるを得なくなる政治権力や既得権益に対する危機感があった。すなわち西太后の眼には、康有為らが導入を目指す憲法や議会制度は、自らの政治権力に掣肘を加えるものとして映じたであろうし、明治日本に倣った官庁の統廃合は官僚の頭数の整理でもあるため、官僚層の反発を招くものであった。
指導的立場の康有為が、経学の傍流である今文公羊学派であったのも孤立を招いた一因かもしれない。当初変法に好意的であった両江総督劉坤一や湖広総督張之洞・孫家鼐も朝廷内で支援的立場を執れなくなってゆく。彼らは、康有為の今文公羊学に先鋭的過ぎると警告しながらも、変法に賛同したのであるが、性急かつ極端な京師大学堂の教育内容や孔子紀年をめぐって批判の高まった康有為から次第に距離を置き、朝臣及び政府高官としての立場から張之洞は中体西用的改革思想の集大成ともいえる『勧学篇』を急遽刊行し、その中で康有為を批判している。
変法開始冒頭に、光緒帝の家庭教師でもあり、且つ改革を背後から支えていた総署大臣翁同龢が、西太后によって無理矢理解職・引退させられていることからも明らかなように、光緒帝等変法派はもとから政治的に劣勢であった。それに加えて、在京・地方の大官たちが変法から距離を置くようになれば、光緒帝等変法派と西太后一派との権力バランスが一気に崩れるのは火を見るより明らかであったといえよう。光緒24年の陰暦7月・8月の時点でクーデターは誰の目にも時間の問題として捉えられていたのである。

#### クーデター
西太后は栄禄に首都の軍隊を率いさせクーデターを準備してたが、変法派も対抗して軍隊によって西太后派を拘束し、実権を握った上での改革実行を立案した。新建陸軍の指揮官であり、変法にも早くから理解を示していた袁世凱（彼は一時康有為の政治団体である強学会に所属していた）を昇進させる等の準備も行っている。8月3日（9月18日）譚嗣同が袁の私邸で説得を行い、袁も了承した。
ところが8月5日（9月20日）、西太后の側近栄禄が袁世凱を詰問すると情報をリークした。西太后は翌日から変法派官僚の大粛清を行った。康有為、梁啓超らはいち早く逃亡して日本に亡命した。しかし光緒帝は幽閉され、譚嗣同ら6人の官僚は8月13日（9月28日）、北京城内の菜市口で処刑された。譚嗣同は逃亡の勧めを断り、「改革の礎になる」と自ら捕らわれ処刑されたという。このとき処刑された主要な変法派6人（譚嗣同・林旭・楊鋭・劉光第・楊深秀・康広仁）は「戊戌六君子」と呼ばれる。

## その後

### 保皇派

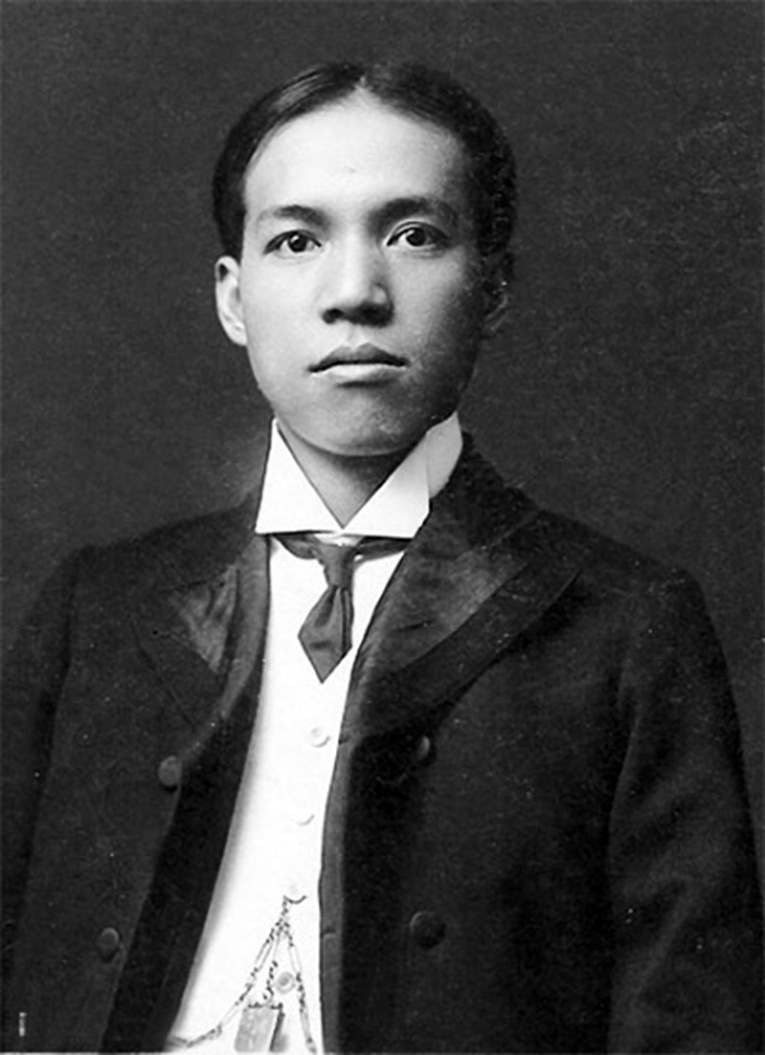
梁啓超（1903年、日本）

変法に失敗した康有為・梁啓超らは、日本に亡命した。以降の彼らは「保皇派」と呼ばれる。保皇派とは、清朝（皇帝制度）を維持したまま、憲法制定等の改革によって、中国の近代化、立て直しを図るべきと考える立場の人々のことであり、孫文・章炳麟ら「革命派」と対になる言葉である。
彼らが亡命中の1899年に、「保皇会」(zh)こと「保救大清皇帝会」が設立されたことから保皇派の名前が定着する。また、「立憲派」「改良派」「変法派」との範囲の違いや時期的な使い分けも存在するようであるが（これらの言葉は、上記亡命前から使われており、例えば、亡命後は、これらの言葉が使われないとする考え方もあるが）、厳密なものでも、明確なものでもない。なお、光緒帝死後は、皇帝を擁立する考え方は鳴りを潜め、「保皇派」ではなく「立憲派」などと呼ばれるようになる。
保皇派に属する者としては上記の康有為と梁啓超以外に羅伯堂・唐瓊昌らがいる。中華民国大総統の袁世凱を中華帝国皇帝に即位させた楊度は保皇派のイデオローグであった。

### 光緒新政
1900年から1911年、すなわち義和団の乱の終了から清帝国滅亡まで。　

### 民国初期
1911年の辛亥革命を経て中華民国が成立すると、康有為・梁啓超らは亡命生活を終えて、晴れて帰国する。しかしその後も、袁世凱に対する政争（籌安会・護国戦争）や、儒教をもとにした宗教を民国の国教にしようとする運動（孔教運動）や、張勲復辟（清朝の復興未遂事件）に関与していくことになる。

## 研究
中国近現代史における変法の位置付けは、学者によって様々な見解がある。
定説としては、「洋務―変法―革命」という三段階論、すなわち、洋務が挫折して変法に、変法が挫折して革命に移行した、と説明されることが多い。

## 人物一覧

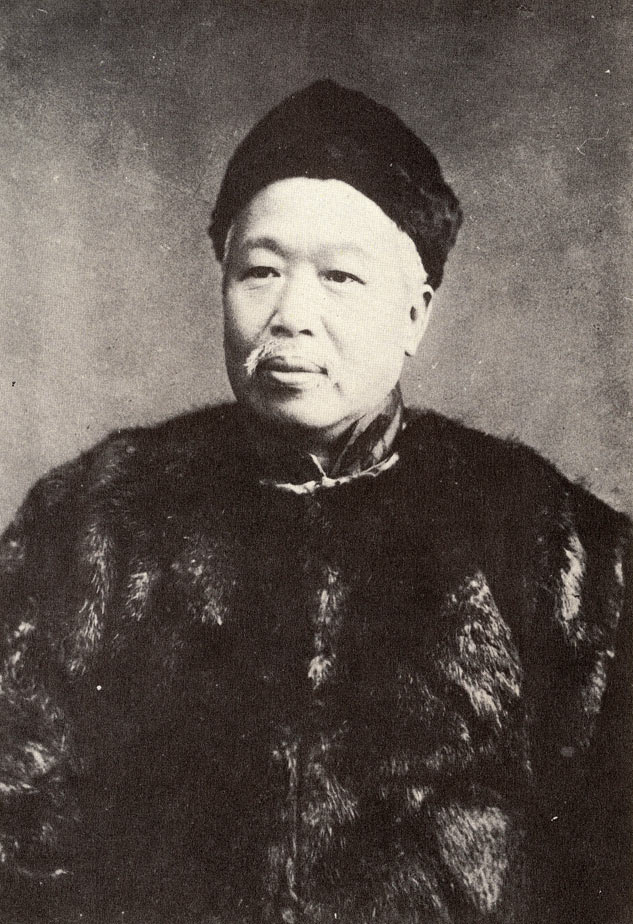
康有為

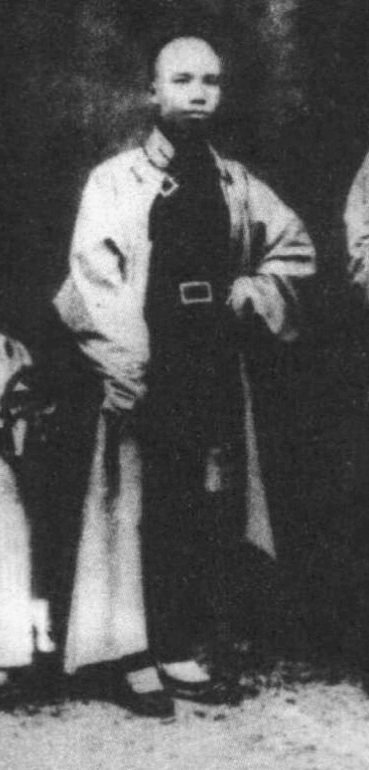
譚嗣同

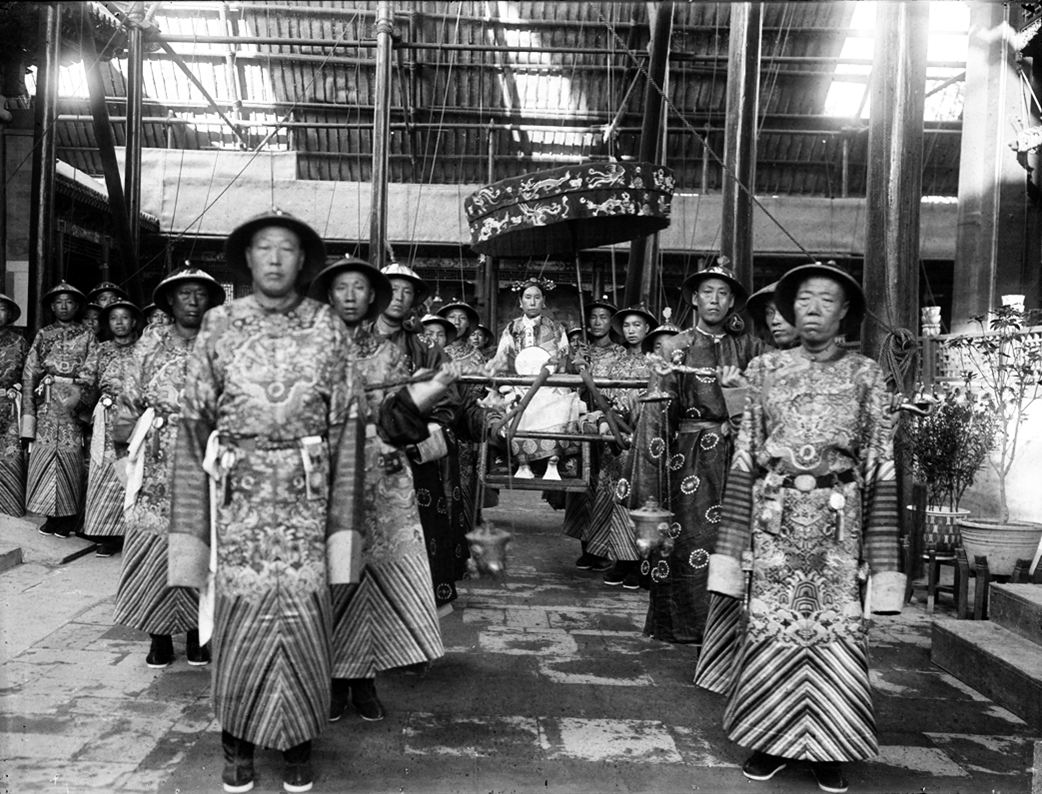
宦官に担がれた御輿に乗る西太后

- 康有為
- 梁啓超
- 黄遵憲
- 光緒帝
- 西太后
- 袁世凱
- 翁同龢
- 徐致靖
- 張蔭桓
- 李端棻
- 栄禄
- 劉坤一
- 張之洞
- 孫家鼐

### 戊戌六君子
- 譚嗣同
- 康有溥
- 林旭
- 楊鋭
- 劉光第
- 楊深秀

### その他
- 宮崎滔天
- 章炳麟
- 李鴻章
- 馮桂芬